# Corymorpha solidonema
Corymorpha solidonema is een hydroïdpoliep uit de familie Corymorphidae. De poliep komt uit het geslacht Corymorpha. Corymorpha solidonema werd in 1999 voor het eerst wetenschappelijk beschreven door Huang. 